# Haller Tagblatt
Das Haller Tagblatt, das im Jahr 1788 unter dem Namen Hallisches Wochenblatt erstmals erschien, ist heute die zweitälteste Tageszeitung Baden-Württembergs und ein wichtiges Medium in der Region Schwäbisch Hall. Die Zeitung hat ihren Sitz wie im 19. Jahrhundert wieder in der Haalstraße, im Zentrum der ehemaligen Reichsstadt Schwäbisch Hall. Überregionale Nachrichten werden in Zusammenarbeit mit der Südwest Presse erstellt. Die Tageszeitung und der Verlag haben gemeinsam 66 Mitarbeiter und Beschäftigte. Chefredakteur Schwäbisch Hall ist Marcus Haas. Die verkaufte Auflage liegt bei 12.533 Exemplaren.

## Redaktionen
Das Haller Tagblatt verfügt über eine eigene Lokalredaktion für Schwäbisch Hall, arbeitet eng mit den Partnerzeitungen Rundschau für den Schwäbischen Wald – Der Kocherbote in Gaildorf und dem Hohenloher Tagblatt in Crailsheim zusammen und deckt damit innerhalb des Landkreises Schwäbisch Hall das Gebiet des Altkreises Schwäbisch Hall ab.

## Zeitungsverbund
Das Haller Tagblatt ist Mitglied im Verband der vom Verlag Neue Pressegesellschaft mbh & Co. KG (Sitz: Ulm) herausgegebenen Südwest Presse. Diese produziert Mantel-Seiten Ressorts (Internationale und Bundespolitik, Südwest-Umschau, Feuilleton, Kulturspiegel, Brennpunkt, Blick in die Welt, überregionaler Sport, Wochenendbeilage, Sonderveröffentlichungen), welche die angeschlossenen Zeitungsverlage für ihre Blätter übernehmen.

## Geschichte

### 1788 bis 1846: VomHallischen WochenblattzumHaller Tagblatt

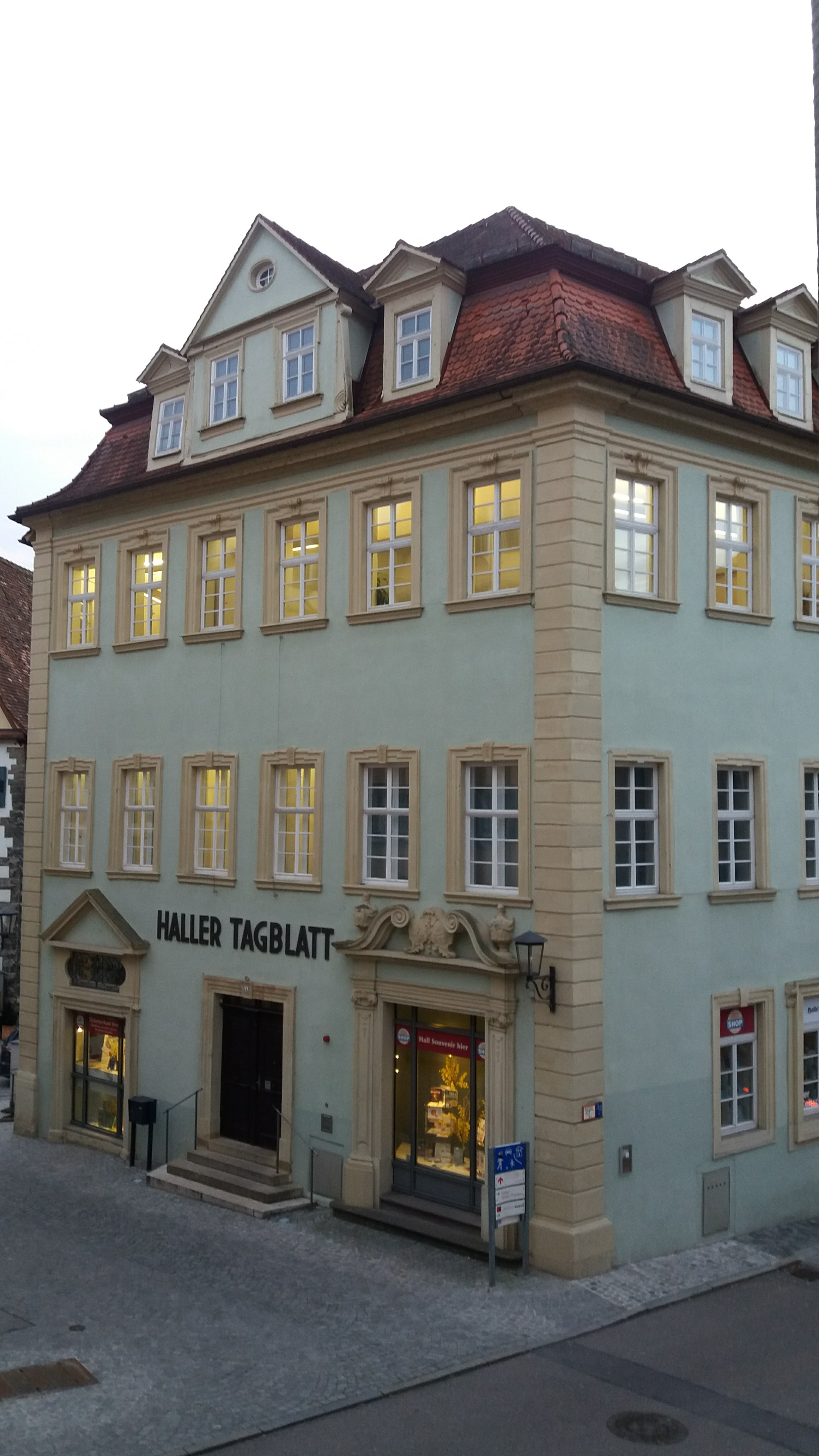
Sitz des Haller Tagblattes

Am 2. Mai 1788 erhielt der Buchbinder und Drucker Philipp Ernst Rohnfelder vom Inneren Rat der Reichsstadt Schwäbisch Hall die Lizenz zum Verlegen einer Zeitung, jedoch unter der Aufsicht der Stadtregierung und den vorgegebenen Zensurvorschriften. So konnte am 1. Juli 1788 die erste Ausgabe des Hallischen Wochenblatts erscheinen. Darin wurden neben amtlichen Bekanntmachungen auch Aufsätze zu den verschiedensten Themen, Rezensionen, literarische Beiträge sowie Termine von gesellschaftlichen Ereignissen wie Gastspiele fahrender Theatertruppen veröffentlicht. Wie alle Druckerzeugnisse unterlag auch das Hallische Wochenblatt der Zensur, so dass die Zeitung die konservative, seit 1789 dezidiert antirevolutionäre Grundhaltung der Haller Ratsregierung widerspiegelte. Politische Nachrichten waren strengstens untersagt. Dennoch kam es zu häufigen Konflikten mit dem Rat, da Rohnfelder das Verbot der politischen Berichterstattung zu unterlaufen suchte.
Nach seinem frühen Tod 1801 übernahm die Witwe Sophia Sibylla Rohnfelder in Zusammenarbeit mit dem Druckerei-Faktor Christian Achatius Holl aus Rothenburg ob der Tauber die Zeitung und die Buchdruckerei, welche aber schon nach einem Jahr aufgegeben werden musste. Dies war die große Chance des bisherigen Konkurrenten der Rohnfelders, David Ludwig Schwend: Er konnte 1802 das Hallische Wochenblatt samt dem übrigen Unternehmen aufkaufen.
Bis zur Revolution 1848 bestand das Hallische Wochenblatt weiterhin hauptsächlich aus Bekanntmachungen, Anzeigen und diversen „unterhaltsamen“ Anekdoten. Insbesondere das Anzeigengeschäft florierte dermaßen, dass häufig dem vierseitigen Wochenblatt mit einer Auflage von etwa 200 Stück eine Doppelseite als Sonderbeilage hinzugefügt werden musste. 1842 erhielt die Zeitung ihren ersten Redakteur – Johannes Nefflen – und einen neuen Namen; sie hieß nun Schwäbischer Hausfreund. Amts- und Intelligenzblatt für das Oberamt Hall.

### 1846 bis 1918: DasHaller Tagblattbis zum Ersten Weltkrieg
Seit 1846 erschien die Zeitung täglich außer sonntags, und zum Jahreswechsel 1847/48 bekam sie ihren heutigen Namen Haller Tagblatt.
Seit 1837 leitete Friedrich Ludwig Schwend die Zeitung. Er zählte zu den liberal und revolutionär gesinnten Menschen des Vormärzes. Während der Revolution von 1848/49 war er politisch sehr aktiv, so wurde er zweimal in den Schwäbisch Haller Gemeinderat gewählt, aber auch einmal verhaftet: Von Oktober bis Dezember 1848 war er zusammen mit dem Haller Buchhändler Pfeiffer im württembergischen Staatsgefängnis auf dem Hohenasperg inhaftiert.
Nach der Niederschlagung der Revolution in Deutschland verließ Schwend für drei Jahre Europa und versuchte sich – allerdings mit recht bescheidenem Erfolg – als Salpeterfabrikant in den USA. Nach seiner Rückkehr 1852 übernahm er wieder die Leitung des Haller Tagblatts, das in seiner Abwesenheit von seinem jüngeren Bruder Eberhard Friedrich geführt worden war. Die Jahre bis zu seinem Tod 1866 waren ruhig und von keinerlei politischer Aktivität bestimmt. Neben der Tageszeitung betrieb er auch eine Agentur für Auswanderer nach Amerika. Im Zuge der immer rascher werdenden technischen Entwicklung während der Industrialisierung modernisierte auch sein Sohn und Nachfolger Emil Schwend maßgeblich den Druckereibetrieb, so dass bereits 1905 die erste Rotationsmaschine in Betrieb genommen werden konnte – was in einer speziellen Sonderbeilage den Lesern nicht ohne Stolz mitgeteilt wurde.

### 1918 bis 1945: Die Zeitung während der Weimarer Republik und der NS-Diktatur
Seit 1918 waren die Brüder Max und Emil Schwend als gemeinsame Verleger in der Nachfolge ihres Vaters Emil Schwend tätig. Nach dem Ende des Ersten Weltkriegs begann auch für das Haller Tagblatt zuerst eine Zeit des Umbruchs und der Unsicherheit, die für ganz Deutschland bis zur Mitte der Zwanziger Jahre prägend war. Die tiefe Krise der ersten deutschen Republik machte auch vor dem Haller Tagblatt nicht halt: Betrug der Bezugspreis für ein monatliches Abonnement im Juni 1922 noch 21 Mark, so war er im Sommer 1923 im Zuge der Hyperinflation bereits bei 60.000 Mark angelangt, um auf dem Höhepunkt der Inflation im Spätherbst desselben Jahres  wöchentlich 50 Milliarden Mark zu kosten. Aber gerade in dieser recht schweren Zeit wurde das Haller Tagblatt wiederum etwas modernisiert und erhielt ein lebhafteres Gesicht. Die einzelnen Artikelüberschriften wurden jetzt mehrspaltig, was zur Folge hatte, dass auch die Texte dementsprechend umbrochen wurden.
In der zweiten Hälfte der Zwanziger Jahre konnte auch die technische Ausrüstung des Verlags und der Redaktion weiter vorangetrieben werden. So gab es seit 1925 eine der ersten Presse-Rundfunkempfangsstationen im Haus, und bis 1927 wurden zwei weitere moderne Setzmaschinen angeschafft.
1933 brach dann mit der Errichtung der NS-Diktatur das dunkelste Kapitel sowohl der deutschen als auch der HT-Geschichte an. Im Zuge der nationalsozialistischen Gleichschaltungspolitik wurde das Haller Tagblatt im August 1933 der NS-Presse Württembergs angeschlossen und war fortan wie auch die übrigen Medien im Land nur noch ein staatlich zensiertes Propagandaorgan. Das Haller Tagblatt hetzte gegen Juden, Sozialdemokraten, Kommunisten und andere vom System Verfemte und verbreitete bis zum Ende des Zweiten Weltkriegs wie die anderen Zeitungen im Deutschen Reich dieselbe Kriegshetze und Durchhaltepropaganda. Die letzte Ausgabe während der NS-Diktatur erschien am 13. April 1945 mit der Meldung, dass die US-amerikanischen Truppen bei der Schlacht um Crailsheim große Verluste erlitten hätten und weit zurückgeworfen seien.

### 1946 bis 2001: Der erste Neuanfang und die Zeit Emil Schwends jr.
Der Neuanfang unter Emil Schwend jun. nach dem verbrecherischen NS-Regime und dem Zweiten Weltkrieg blieb daher mit erheblichen Schwierigkeiten verbunden. Nach 1945 konnten Zeitungen nur nach Vergabe einer Lizenz der alliierten Militärregierung gedruckt werden. Voraussetzung für den Erhalt einer solchen Lizenz war die nachweisliche Nichtmitgliedschaft in nationalsozialistischen Organen und Gruppen und damit die Einstufung als politisch „Unbelasteter“. Eine entsprechende Lizenz wurde schließlich 1946 Anselm Otto Joel aus Frankfurt am Main erteilt. Druck und Vertrieb des neuen Blattes sollten jedoch vorerst weiterhin vom Verlag Schwend übernommen werden. Da aber Emil Schwend die bereits erteilte Treuhänderschaft für die familiäre Druckerei entzogen wurde, kann das Zeit-Echo – so der Name der neuen Zeitung in Schwäbisch Hall – eher als Neugründung denn Fortführung des Haller Tagblatts betrachtet werden.
Die folgende Zeit bis 1949 zeigt sich in einem eher diffusen Licht, was zum einen mit den häufigen Wechseln in der Leitung der Redaktion und des Namens der Zeitung zusammenhängt – vom Zeit-Echo über Württembergisches Zeit-Echo zu Haller Nachrichten – und andererseits mit dem zielstrebigen Aktivismus der Familie Schwend, das Haller Tagblatt wieder herauszugeben.
Das Ziel Emil Schwends war der Wiedererwerb der Druckerei und des Verlages und damit auch das Wiedererscheinen des Haller Tagblatts. Im Jahr 1949, als der Demokratisierungsprozess in Württemberg-Baden vorangeschritten war, wurde eine Generallizenz für das Land erlassen, so dass nun jeder wieder eine Zeitung herausgeben durfte. Das daraufhin gegründete Neue Haller Tagblatt Schwends trat in einen Wettbewerb mit den Haller Nachrichten, der in ungewohnt aggressiver Weise geführt wurde. Schon Juni 1949 kam es zu Fusionsverhandlungen zwischen beiden Zeitungen, an deren Ende am 1. Juli 1949 die erste Ausgabe des Haller Tagblatts seit Kriegsende stand. Emil Schwend konnte den Betrieb und die lokale Zeitung wieder übernehmen, mit den beiden Herausgebern der Haller Nachrichten Hans O. Lange und Günther Arnold, die 1947 auf Joel gefolgt waren, gelang eine gütliche Einigung.
Einer der Erfolgsgründe Schwends lag mit Sicherheit in der langen Tradition des Familienbetriebs und der damit verbundenen hohen Identifikation der Haller Bevölkerung mit „ihrer“ Zeitung, die sie in großer Zahl abonnierte. Eine solche Identifikation konnte von den Neugründungen Zeit-Echo und Haller Nachrichten nicht geleistet werden, was damit zusammenhing, dass es sowohl Joel wie auch Lange und Arnold als Zugezogene schwer hatten, in einer eher abgeschlossenen, ländlich-kleinstädtischen Umgebung auf Dauer Fuß zu fassen.
In der Zeit des Wirtschaftswunders und den folgenden Jahrzehnten entwickelte sich das Haller Tagblatt mit einer sehr hohen Haushaltsabdeckung und Leser-Blatt-Bindung wieder zum zentralen Informations- und Werbemedium im Haller Land. Die Auflage wuchs auf rund 18.000 Exemplare täglich.
Besonders in den fünfziger und sechziger Jahren wurde der Druckbetrieb in forciertem Maße modernisiert: So konnte wenige Jahre nach dem Umzug 1958 in die Herrenäcker Schwäbisch Halls – in der Innenstadt verblieb ein Stadtbüro – das Haller Tagblatt als erste Tageszeitung im Bundesgebiet auf das neue Rollenoffset-Druckverfahren umstellen, und bereits 1966 wurde der Fotosatz eingeführt. Da mit der Zeit auch die Räumlichkeiten in den Herrenäckern allmählich zu beschränkt wurden – der Verlag und die Druckerei hatten über 500 Mitarbeiter und Angestellte –, kam es 1980 zu einem weiteren Umzug, diesmal in das Industriegebiet Hessental, einen Vorort Schwäbisch Halls.
Einer umwälzenden Revolution im Druckereihandwerk kam ab 1984 die Einführung von Personalcomputern und sogenannten Terminals gleich, womit der Winkelhaken als traditionelles Werkzeug des Druckereiwesens endgültig ausgedient hatte und seinen Weg in museale Schaukästen antreten konnte.

### Seit 2001: Der zweite Neuanfang
Obwohl die Druckerei Schwend eines der wichtigsten Unternehmen der Region war, blieben Schwierigkeiten seit Mitte der 1990er-Jahre nicht aus, die 2001 zum Aus der Schwendschen Unternehmensgruppe führten, die mittlerweile drei selbständige Unternehmen umfasste. Seit diesem Unternehmenszusammenbruch, aus dem das Haller Tagblatt als lokale Tageszeitung unbeschadet hervorgehen konnte, befindet sich die Zeitung unter dem neuen Verleger Claus Detjen in einem stetigen inhaltlichen, gestalterischen und kaufmännischen Modernisierungsprozess.
Seit dem 1. Oktober 2012 gehört das Haller Tagblatt zu 100 % zur Neuen Pressegesellschaft GmbH & Co KG, dem Verlag der Südwest Presse.

## Auflage
Das Haller Tagblatt hat wie die meisten deutschen Tageszeitungen in den vergangenen Jahren an Auflage eingebüßt. Die verkaufte Auflage ist in den vergangenen 10 Jahren um durchschnittlich 2,8 % pro Jahr gesunken. Im vergangenen Jahr hat sie um 9,2 % abgenommen. Sie beträgt gegenwärtig 12.533 Exemplare. Der Anteil der Abonnements an der verkauften Auflage liegt bei 96,6 Prozent.
| 1998  | 1999  | 2000  | 2001  | 2002  | 2003  | 2004  | 2005  | 2006  | 2007  | 2008  | 2009  | 2010  | 2011  | 2012  | 2013  | 2014  | 2015  | 2016  | 2017  | 2018  | 2019  | 2020  | 2021  | 2022  | 2023  | 2024  |
| ----- | ----- | ----- | ----- | ----- | ----- | ----- | ----- | ----- | ----- | ----- | ----- | ----- | ----- | ----- | ----- | ----- | ----- | ----- | ----- | ----- | ----- | ----- | ----- | ----- | ----- | ----- |
| 18922 | 18884 | 18776 | 18664 | 18353 | 17888 | 17713 | 17571 | 17428 | 17574 | 17303 | 17319 | 17089 | 17247 | 17228 | 17047 | 16851 | 16503 | 16251 | 15787 | 15501 | 15188 | 15001 | 14806 | 14318 | 13944 | 12655 |